# Nataša Prosenc Stearns
Nataša Prosenc Stearns, slovenska video umetnica, *14. februar 1966, Ljubljana.
Diplomirala je na Akademiji za likovno umetnost v Ljubljani, kjer je študirala na oddelku za oblikovanje. Po študiju je sprva delovala kot grafična oblikovalka, nato pa je kot prejemnica Fullbrightove štipendije odšla na specializacijo v Los Angeles, kjer je na California Institute of the Arts študirala filmsko in video produkcijo. 
Živi in dela v mestu Venice (Los Angeles, Kalifornija, ZDA) in v Ljubljani kot režiserka, scenaristka, montažerka in vizualna umetnica, ki ustvarja na področju igranega filma, dokumentarnih filmov in video umetnosti, predvsem video instalacij. Režirala je 8 kratkih filmov, številne dokumentarne filme in štiri celovečerne filme Souvenir (Suvenir), Death of Socrates / The Trial of Socrates (Sokratova smrt), What is Enough in Plato's Symposium. V filmih raziskuje pripovedne tehnike in vizualni izraz. V video delih pa uporablja učinke tekstur in naravnih elementov, predvsem vode, ki razjedajo in raztaplajo svojo okolico v dolgotrajnem procesu. Umetnica niza podobe, ki združujejo protislovja kot so lepota in razpadanje, brezskrbnost in nelagodje, pozornost in zasanjanost, napetost in ravnovesje.

## Nagrade
- 2001 - Nagrada Prešernovega sklada - za video ambient Gladiatorji, ki ga je razstavila na Beneškem bienalu leta 1999